# Kabale und Liebe (2005)
Kabale und Liebe ist ein deutsches Fernseh-Drama aus dem Jahr 2005. Die Literaturverfilmung basiert auf dem gleichnamigen Theaterstück von Friedrich Schiller.

## Handlung
Ferdinand steht kurz vor einer von seinem Vater, dem Präsidenten, arrangierten Zwangshochzeit mit Lady Milford, doch Ferdinand weigert sich. Während Lady Milford versucht, den Fürsten durch eine Liaison von seiner tyrannischen Regierung abzubringen, gesteht ihr Ferdinand seine Liebe zu einem bürgerlichen Mädchen. Er ist fest entschlossen, die Ständeklausel zu brechen, sich gegen sein Schicksal aufzulehnen und eine Verbindung mit Luise einzugehen. Durch hinterhältige Intrigen, Gerüchte und Verrat nimmt die Kabale ihren Lauf und reißt alle in den Untergang.

## Kritik
„Bemerkenswerte, darstellerisch höchst sehenswerte Verfilmung des gleichnamigen Dramas von Friedrich Schiller; eine Geschichte um Liebe, Freiheit und Tod als zeitgemäß-rasante Love Story mit einigen überaus prächtigen, spätbarocken Ausschweifungen. Neben klaren, kräftigen, alles intensivierenden Momenten leistet sich die Inszenierung auch manche überflüssige Verspieltheit. So leidet der Film unter Zitaten, die seiner Erzählung nicht immer gut bekommen. Insgesamt aber hat es lange keinen so schönen, so anverwandelten Film nach einem Theaterstück gegeben“

„Der eigentlich kompetente Regisseur Leander Haußmann (Sonnenalle) wollte einen Spagat machen zwischen Hollywood und klassischem Bühnentheater, zwischen trivialer Unterhaltung und literarischem Anspruch - und er ist kläglich gescheitert. Auf der Metaebene war er dabei durchaus erfolgreich: Im Drama wie in der Verfilmung führt das Aufeinanderprallen von Altem und Neuem zu Trauer, Leiden und Tod. Vielleicht ist es einzig diese Subtilität, der man Beifall zollen könnte.“

„Das klassische Drama von Friedrich Schiller als filmisch inszenierte Love-Story mit Top-Besetzung. Mit dieser Verfilmung von „Kabale und Liebe“ beweist Leander Haußmann, dass auch ein Theaterdrama das Zeug zu bester Fernsehunterhaltung haben kann. Gemeinsam mit Boris Naujoks verwandelte er das Bühnenstück in ein rasantes Drehbuch, ohne dabei Schiller untreu zu werden. Zwar gibt es einige Straffungen und Umstellungen bei der Figurenführung und Dramaturgie, aber die Sprache ist echt Schiller und wirkt doch aufregend heutig. Sie ist viel besser verständlich, als Generationen von Schülerinnen und Schülern es vielleicht in Erinnerung haben.“